# Sheshtamad
Sheshtamad (farsi ششتمد) è una città dello shahrestān di Sabzevar, circoscrizione di Sheshtamad, nella provincia del Razavi Khorasan in Iran. Aveva, nel 2006, una popolazione di 2.246 abitanti. Si trova a sud di Sabzevar.